# Vricxássana

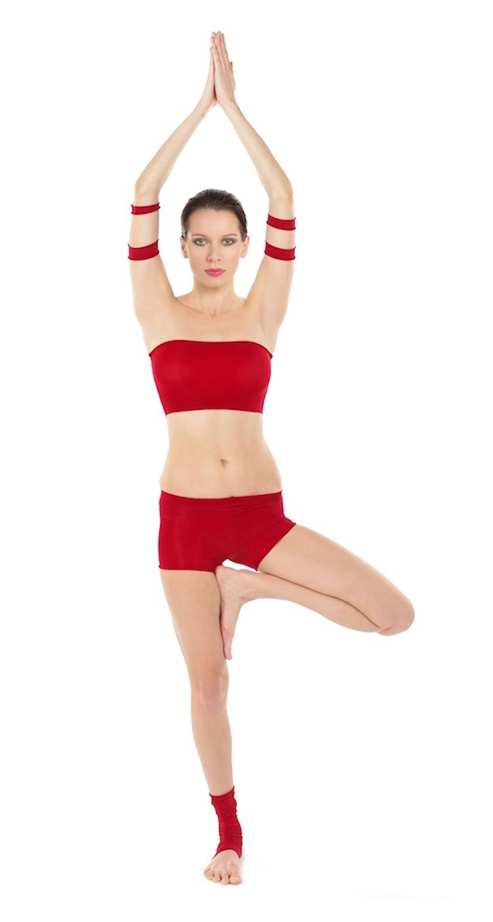
Vricxássana

Vricxássana (em sânscrito:  वृक्षासन, transl.: vrikshasana) ou Postura da Árvore é um asana de equilíbrio. É uma das poucas posturas em pé no hataioga medieval, e continua popular no moderno ioga como exercício. A pose foi considerada icônica do ioga moderno; o vricxássana é frequentemente apresentado em revistas de ioga e praticado em exibições públicas, como no Dia Internacional do Ioga.

## Etimologia e origens
O nome vem das palavras sânscritas vṛkṣa (वृक्ष) que significa 'árvore', e āsana (आसन) que significa 'postura'.
Uma escultura de pedra do século VII em Mahabalipuram parece conter uma figura de pé em uma perna, talvez indicando que uma pose semelhante a vricxássana estava em uso naquela época. Diz-se que os sadhus se disciplinavam escolhendo meditar nessa postura.

A pose é descrita no Gheraṇḍa Saṃhitā 2.36 do século XVII. Mais recentemente, foi chamada de "icônica" do ioga moderno; é frequentemente apresentada em revistas de ioga e praticada em exibições públicas, como no Dia Internacional do Ioga.

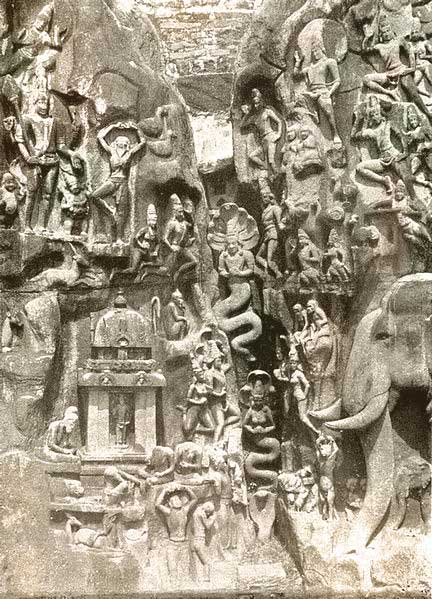
Relevo em pedra "Descida do Ganges" parece mostrar vricxássana no canto esquerdo superior.

## Descrição
De Tadasana, o peso é transferido para uma perna, por exemplo, começando com a perna esquerda. Toda a sola do pé permanece em contato com o chão. O joelho direito está dobrado e o pé direito colocado na parte interna da coxa esquerda, ou em posição de meia lótus. Em qualquer posição do pé, os quadris devem estar abertos, com o joelho dobrado apontando para o lado. Com os dedos do pé direito apontando diretamente para baixo, o pé esquerdo, o centro da pelve, os ombros e a cabeça estão todos alinhados verticalmente. As mãos são normalmente mantidas acima da cabeça ou apontadas diretamente para cima e soltas, ou entrelaçadas em anjali mudra. O asana é normalmente mantido por 20 a 60 segundos, retornando ao tadasana enquanto expira, depois repetindo em pé na perna oposta.

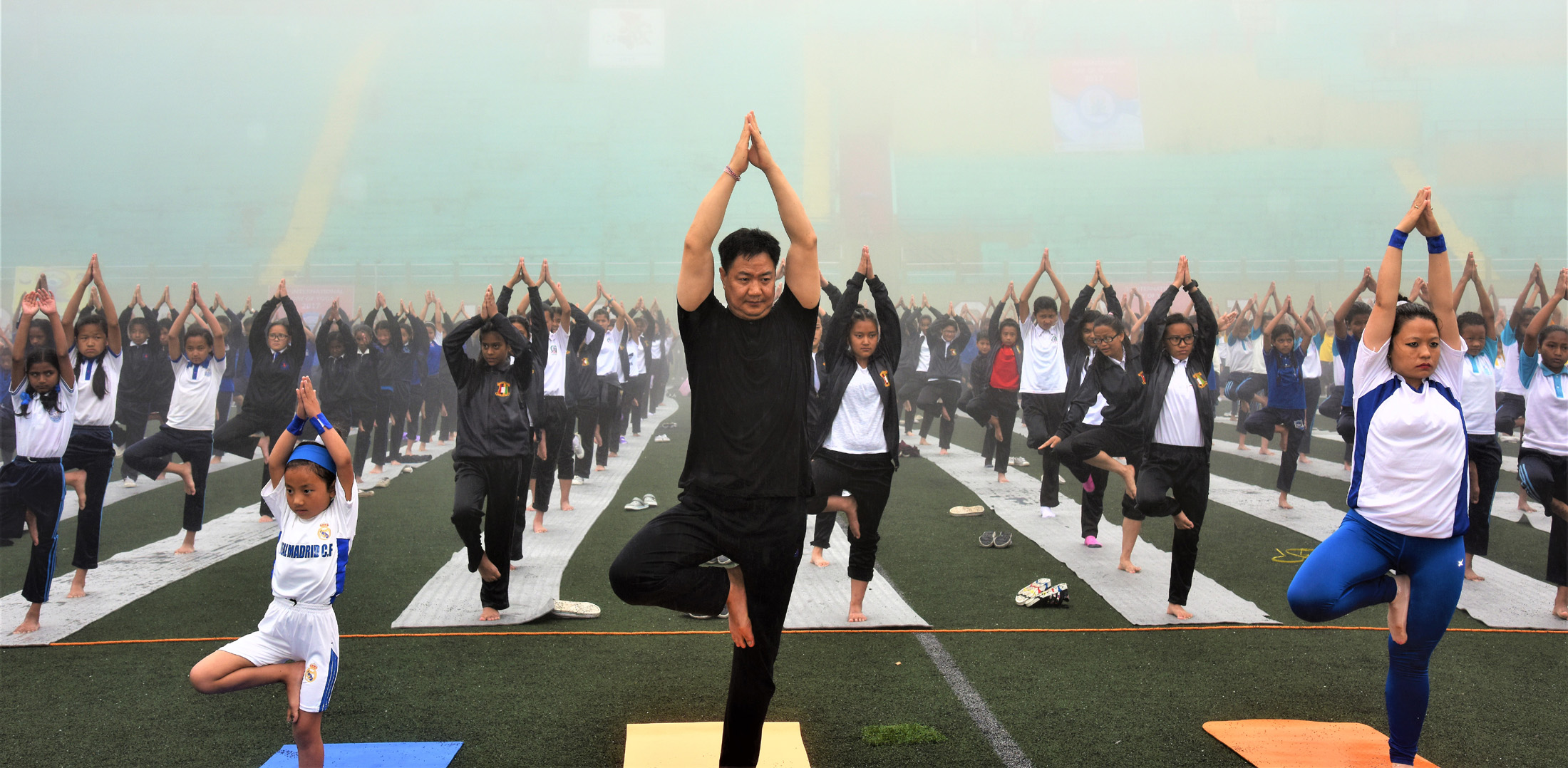
O Ministro de Estado Indiano para Assuntos Internos, Kiren Rijiju, em uma sessão pública de ioga no 3º Dia Internacional do Ioga em Gangtok, Sikkim, 21 de junho de 2017
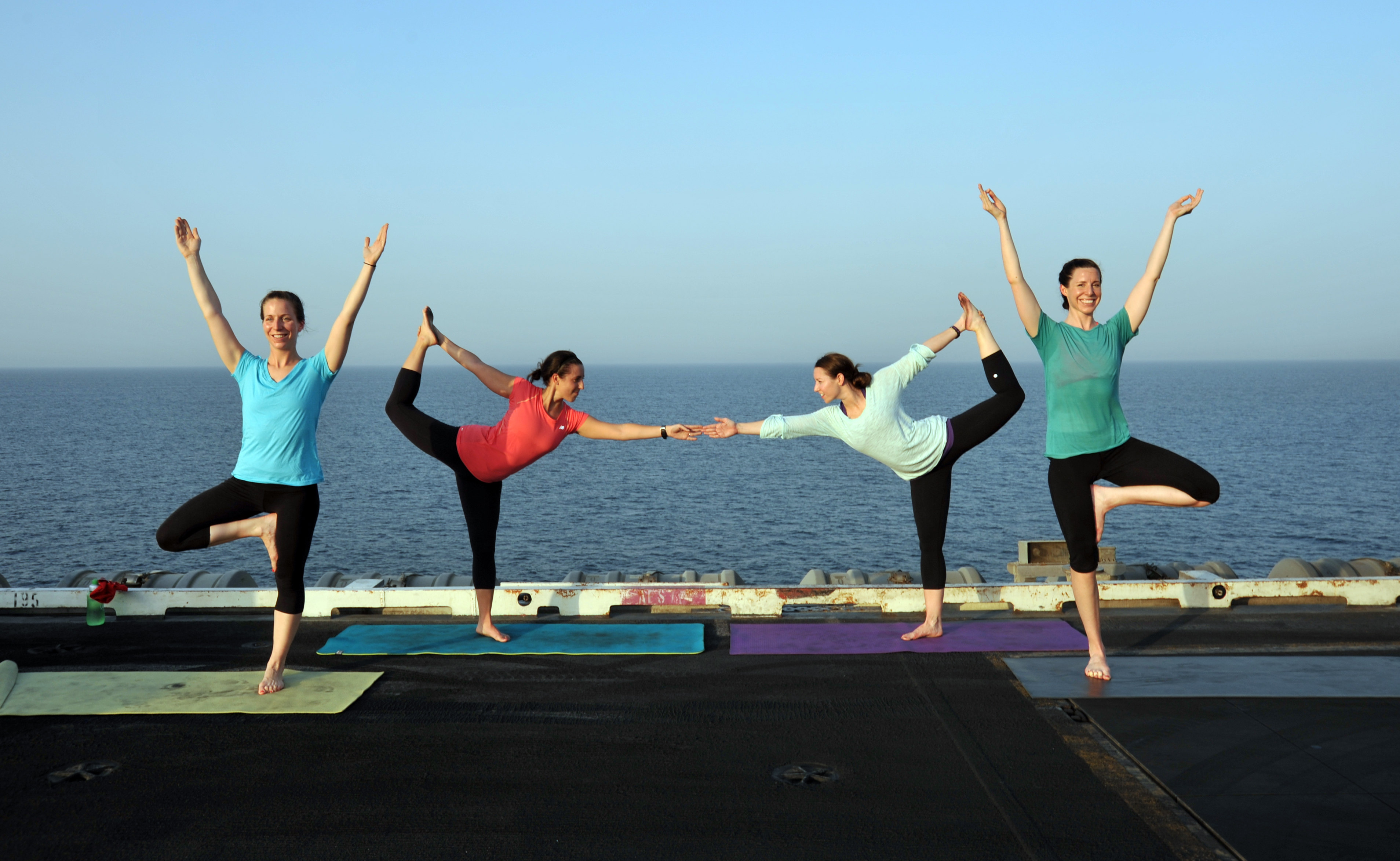
Uma exibição de ioga da Marinha dos EUA no convés de voo do USS George HW Bush, usando vricxássana e natarajasana, 2014

## Variações
No Bikram Yoga, a postura da árvore (nele chamada "Tadasana") é uma postura de pé ligeiramente diferente, com uma perna dobrada em Padmasana e as mãos juntas sobre o peito em posição de oração. Segue-se dobrando a perna esticada em uma posição de cócoras (chamada "Padangustasana" em Bikram Yoga) com o calcanhar levantado e a coxa apoiada na panturrilha e no calcanhar, a outra perna permanecendo em (meio) padmasana.

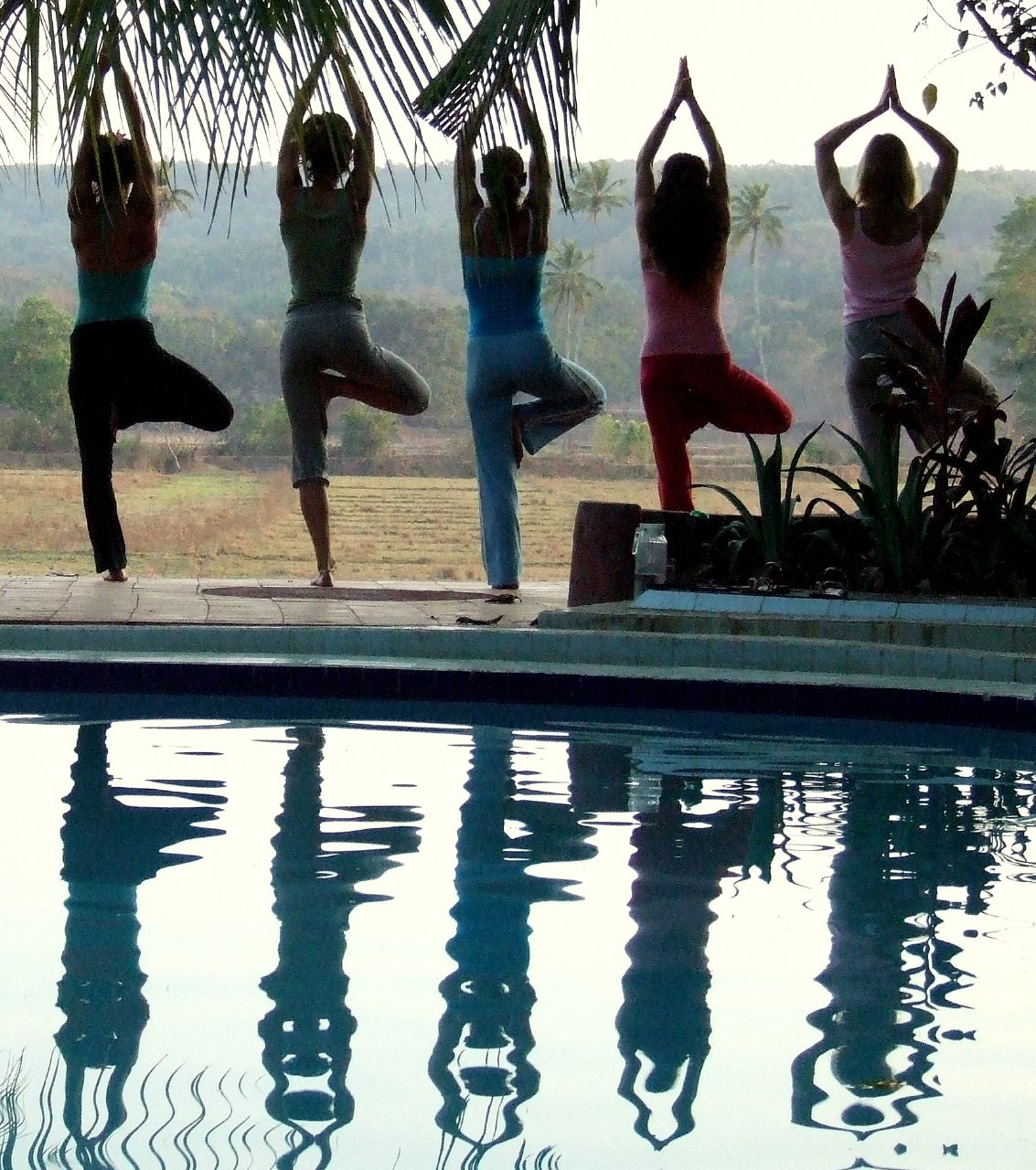
Um grupo praticando ao ar livre
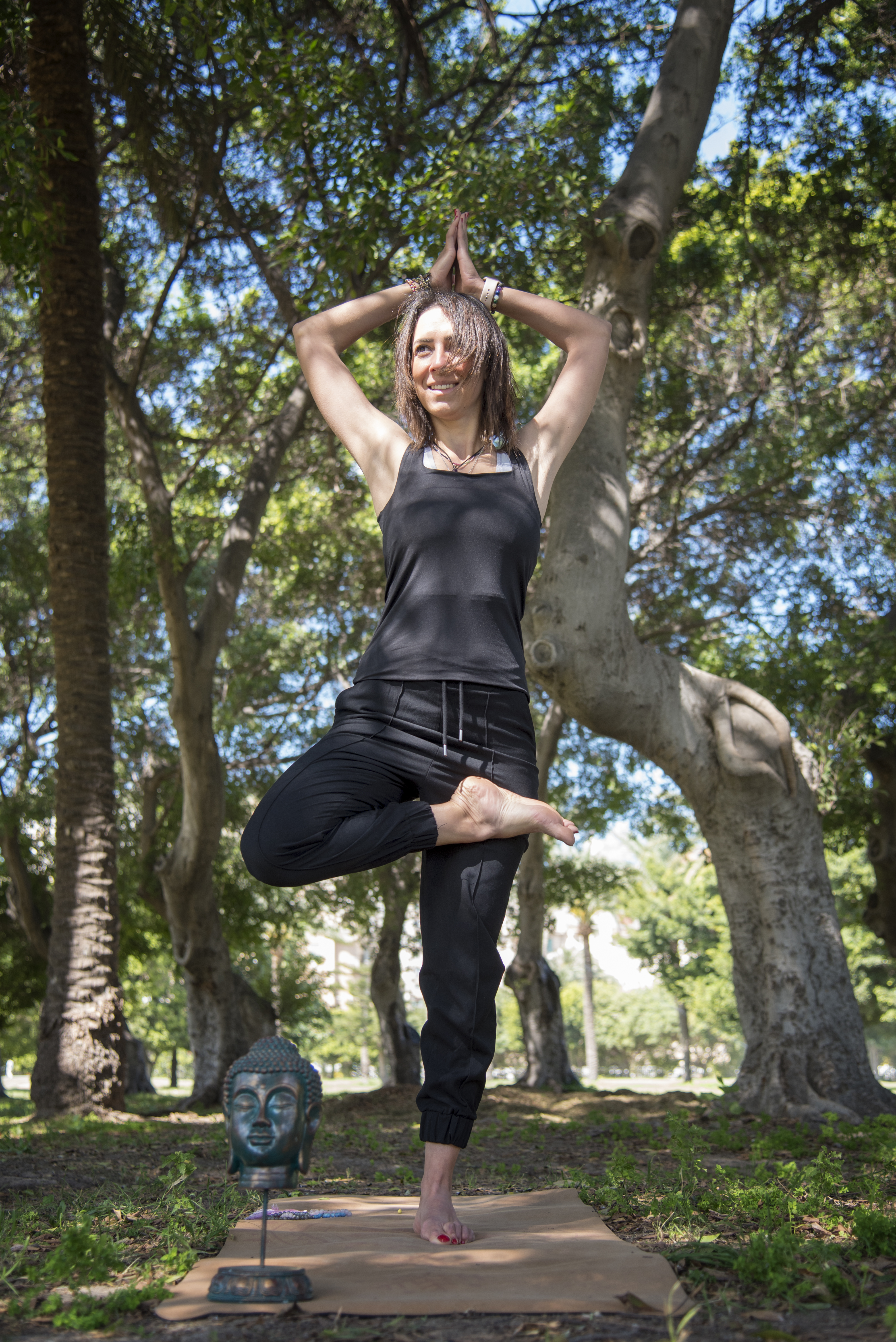
Variante com uma perna em Padmasana